# Rhyniognatha
Rhyniognatha hirsti es un artrópodo extinto que por mucho tiempo se creyó era el insecto más antiguo conocido. Apareció a principios del Devónico Inferior, hace alrededor de 400 millones de años, cuando estaban formándose los primeros ecosistemas de  tierra firme. Estudios recientes sugieren que este fósil es una mandíbula de miriápodo, no de un insecto.

## Evidencia
El primer hallazgo fue la cabeza de un espécimen, conservado en el yacimiento de Rhynie Chert recogido en 1919 por el Reverendo W. Cran, quien lo entregó a S. Hirst, S. Maulik y D. J. Scourfield. Hirst y Maulik publicaron un informe en 1926; en él describían a Rhyniella praecursor, que actualmente se sabe que es un colémbolo (un hexápodo, pero no un insecto en sentido estricto). Otras piezas, incluyendo la cabeza de otro ejemplar de Rhyniognatha, se describieron también como R. praecursor, considerando el espécimen una «larva de un supuesto insecto». En 1928, el entomólogo Robin J. Tillyard lo identificó como una especie diferente y lo renombró como Rhyniognatha hirsti. Más tarde fue donado por D. J. Scourfield al Museo de Historia Natural de Londres, donde actualmente se muestra sobre el portaobjetos de un microscopio. Ha sido poca la información reunida por los científicos, aunque, debido a la forma de las mandíbulas similar al de otros artrópodos alados, se piensa que probablemente poseía alas.

## Alimentación
Como otros insectos de su época, se piensa que Rhyniognatha se alimentaba de esporófitos de plantas —que se encontraban en la punta de las ramas y producían esporangios, los órganos productores de esporas. La anatomía del animal podría también dar pistas sobre lo que comía. Era un insecto de grandes mandíbulas que podrían o no haber sido usadas para cazar.

## Alas
Engel y Grimaldi (2004) demostraron que R. hirsti estaba relativamente derivado dentro de los insectos primitivos, al compartir muchas características con los insectos alados. Esto podría significar que R. hirsti en sí misma ya poseía alas.